# Херон
Херон Стари или Александријски (Александрија, I век н. е) био је грчки математичар и инжењер. Сматра се да је открио више справа, међу које се убрајају Херонове фонтане (мале машине помоћу којих се добија млаз воде). Занимао се за одбијање светлости на конвексним, конкавним и равним огледалима. Писао је и трактате из области математике и механике.
Допринео је и развоју науке о топлоти. Приписују му се правила за тачно и приближно израчунавање запремине зарубљене пирамиде, зарубљене купе као и неких других геометријских тела.

## Открића
Херонова лопта или еолипил се сматра претечом парне машине. Херон је загрејао шупљу лопту са водом, док вода није прокључала. Пара је излазила кроз две цеви, савијене у супротним правцима, и тиме изазвала окретање лопте.
Херонова ветротурбина, која је покретала оргуље, један је од првих примера кориштења енергије ветра за покретање неког уређаја.
Херон је познат и као један од оснивача кибернетике, која постаје наука тек половином 19. века. Била је то машина за свету воду, која је радила убацивањем кованог новца. Када је убачени новчић пао на полугу и услед тежине подигао полугу, света вода би поцурила из цеви, док новчић не би пао са шипке и цев се затворила.
Његове проналаске углавном користи древно грчко позориште. Такође је направио машину која је "играла" представу преко 10 минута.
Хероново врло корисно откриће била је пумпа за воду, која је испумпала воду из посуде или пловила. Поред воде за пиће, пумпу су користили и ватрогасци.
Дао је допринос и анализи преламања светлости, која је касније названа Ферматов принцип (Pierre de Fermat, 1607-1665), који учи како да се зрак светлости, који путује између две тачке, увек креће најкраћим путем.
Такође је дизајнирао "шприц" - контролишући количину течности или ваздуха који је био извучен на тај начин.
Херонова фонтана имала је посуде помоћу којих је вода избацивана у вис помоћу хидростатичког притиска.
Он описује појаву звука. Сматра да музички инструменти производе тонове задајући ударце честицама ваздуха.
У математици је пронашао једноставан начин и метод (Херонов метод) за брзо израчунавање корена било ког броја.
Чувена Херонова формула омогућава израчунавање површине троугла, за који је довољно познавати само дужине страница троугла.
Једно од његових великих математичких достигнућа била је и идеја о постојању имагинарних бројева.